# 브라보 대디
《브라보 대디》(Joe Somebody)는 미국에서 제작된 존 파스킨 감독의 2001년 코미디 영화이다. 팀 알렌 등이 주연으로 출연하였고 케네스 앳치티 등이 제작에 참여하였다.
2001년 12월 21일 미국에서 개봉되었으며 부정적인 평가를 받았다.

## 출연

### 주연
- 팀 알렌
- 줄리 보웬

### 조연
- 켈리 린치
- 헤이든 파네티어
- 그렉 저먼
- 로버트 조이
- 제임스 벨루시

## 기타
- 미술: 잭슨 드 고비아
- 의상: 로 에이릭
- 의상: 캐시 오레어
- 배역: 리자 브라몬 가르시아